# ويليام اريك فيليبس
ويليام اريك فيليبس هو مهندس كيميائي كندي، ولد في 1892، وتوفي في 1964.